# Ernesto Bosch
Ernesto Mauricio Bosch Peña (Buenos Aires, 8 de enero de 1863 - Ibídem, 22 de agosto de 1951) fue un abogado, diplomático y político argentino, que se desempeñó como ministro de Relaciones Exteriores y Culto de los presidentes Roque Sáenz Peña, entre diciembre de 1910 y febrero de 1914, y de José Félix Uriburu, entre septiembre de 1930 y octubre de 1931. Además, trabajó como embajador argentino en Francia, delegado ante la Sociedad de Naciones y fue el primer presidente del Banco Central de la República Argentina.

## Infancia y juventud
Ernesto Bosch nació en Buenos Aires, Argentina, en enero de 1863, perteneciente a una de las familias más antiguas y distinguidas del país. Era el cuarto hijo del matrimonio entre Francisco José Pedro Bosch Aguirre y Rosario Peña Zelaya; tuvo once hermanos: Juan María, Carlos Alberto, Sofía Nicolasa, Samuel Fortunato Guillermo, María Magdalena Dolores, Enrique Francisco, Alberto Luis, Ernesto Alejandro, María Elena, Jorge Florentino y Ricardo Florentino.
Bosch realizó y concluyó sus estudios primarios y secundarios en su ciudad natal. Posteriormente comenzó a estudiar abogacía en la Facultad de Derecho de la Universidad de Buenos Aires, recibiéndose de abogado y doctor en leyes en 1889, tras la defensa de su tesis, titulada Seguros sobre la vida.

## Diplomático en el exterior
Tras recibirse de abogado, Bosch fue enviado como ministro plenipotenciario a París, Francia; posteriormente, tras conluir su mandato allí, fue enviado en el mismo cargo a Berlín, Alemania. Luego fue enviado a Washington D. C., Estados Unidos, como encargado de negocios, desde donde promovió las buenas relaciones entre ambos países.

## Secretario presidencial
Tras su desempeño en el exterior, Bosch regresó a la Argentina, donde el presidente Luis Sáenz Peña lo nombró su secretario en 1894; tras la renuncia y posterior fallecimiento de éste, José Evaristo Uriburu, su sucesor, lo mantuvo en el cargo.

## Interventor federal en San Luis (1897)
En febrero de 1897 se produjo un entredicho entre los ministros y exgobernadores puntanos Jacinto Videla —abuelo del después dictador Jorge Rafael Videla— y Víctor Guñazú, pertenecientes al gabinete de Adeodato Berrondo, gobernador de la provincia de San Luis. En consecuencia, Videla presentó su renuncia y Berrondo pidió la de Guiñazú; sin embargo, este se rehusó, por lo que el gobernador decidió prescindir de sus servicios: unió dos ministerios y reemplazó a Guiñazú por A. Igarzábal. El 27 de abril se reunió la legislatura provincial, que determinó la suspensión de Berrondo, iniciándole juicio político, y nombrando en su lugar a Guiñazú. El gobernador se negó y, tras comunicar al gobierno nacional que se intentaba derrocarlo, ordenó una ofensiva sobre Villa Mercedes, donde Guiñazú preparaba su gobierno y la resistencia; ante esta situación, la legislatura pidió la intervención federal.
Tras impedir el desorden militar en la provincia, el poder ejecutivo nacional determinó la intervención federal de la provincia el 3 de mayo, nombrando a Ernesto Bosch como interventor y al coronel Alejandro Montes de Oca al frente del ejército. Tras asumir el control de la provincia, Bosch determinó que Berrondo continuara en su cargo y solicitó a la legislatura que no emitiera decisiones relacionadas con el caso hasta que él no conociera los antecedentes por completo. Además, desacreditó la autoridad de Guiñazú, sosteniendo que la legislatura no podía designar un nuevo gobernador tras iniciar un juicio político. Avalando lo dicho por Bosch, el gobierno nacional finalizó la intervención el 12 de junio.

## Presidente de Correos y Telégrafos
En 1904, el presidente Manuel Quintana nombró a Bosch presidente de Correos y Telégrafos, puesto desde el cual impulsó varias reformas. 

## Embajador en París
Luego, en 1905, fue enviado nuevamente a París, donde ocupó el cargo de embajador.
Como embajador, Bosch fue el encargado de enviar a Buenos Aires los antecedentes de Simón Radowitsky, un obrero anarquista ruso que asesinó al Coronel Ramón L. Falcón el 14 de noviembre de 1909.

## Ministro de Relaciones Exteriores (1910-1914)

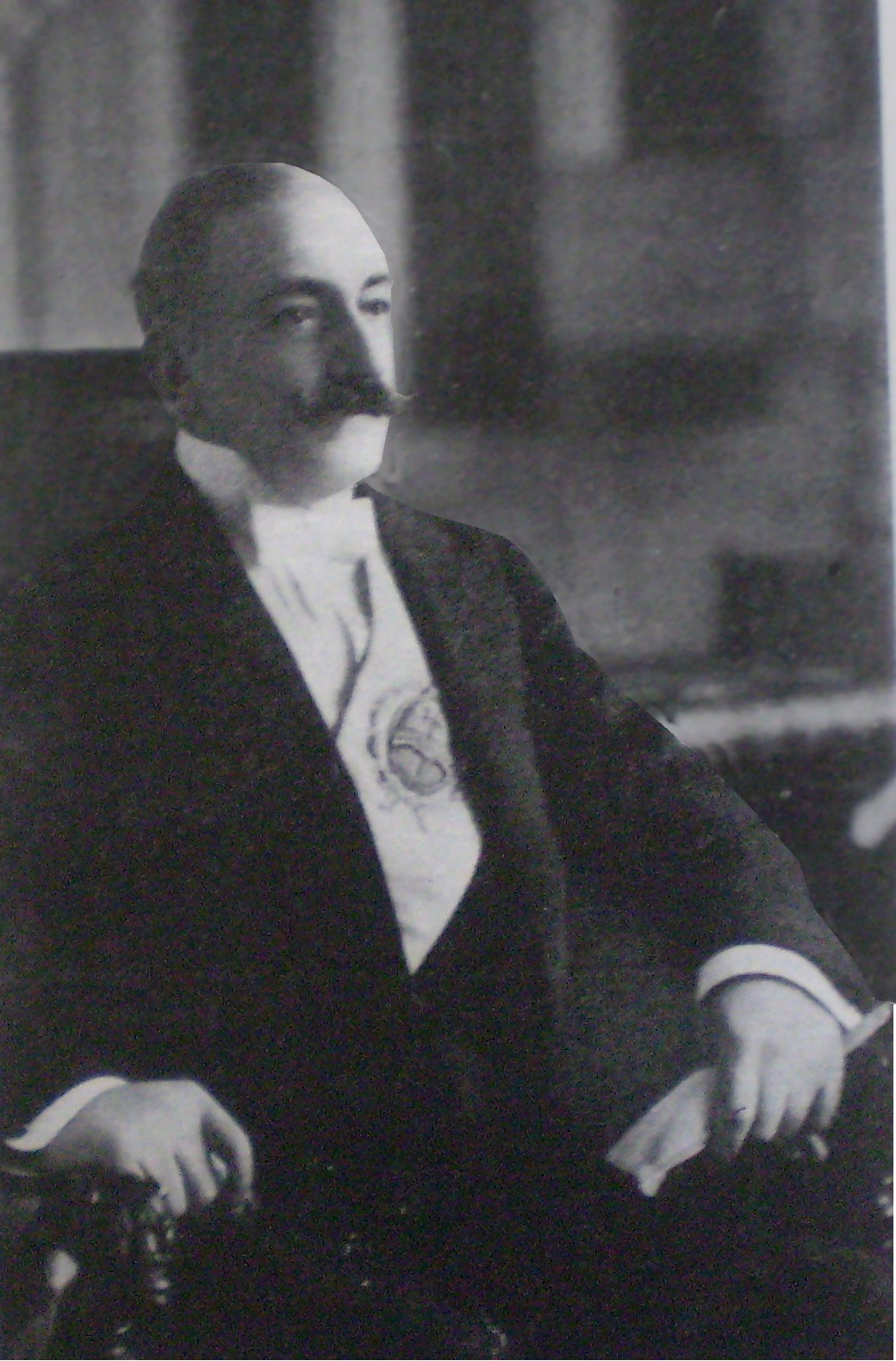
En diciembre de 1910, el presidente Sáenz Peña nombró a Bosch como ministro de Relaciones Exteriores, en reemplazo de Epifanio Portela.

El 17 de diciembre de 1910, el presidente Roque Sáenz Peña nombró a Bosch para el cargo de ministro de Relaciones Exteriores y Culto, en reemplazo de Epifanio Portela, quien se desempeñaba como ministro interino desde el 12 de octubre de aquel año. Su nombramiento, junto con el de Indalecio Gómez en Interior, llevó a que el diario socialista La Vanguardia caracterizara al gabinete de Saénz Peña como una combinación de clericalismo: Gómez y Bosch y de capitalismo internacional: Ezequiel Ramos Mexía.
Durante su gestión, Bosch firmó el bono general de un empréstito en París, Francia, con el objetivo de financiar parte de la construcción del Ferrocarril Provincial, iniciada en 1909, que uniría las estaciones La Plata y Mira Pampa.
En 1912 se reanudaron los trabajos limítrofes con Bolivia, con el objetivo de demarcar definitivamente los límites. Los peritos, Zacarías Sánchez por Argentina y Emilio Benavídez por Bolivia, decidieron marcar los límites no conflictivos y discutir aquellos que causaran alguna dificultad, producidas principalmente porque, según un tratado anterior, algunas poblaciones bolivianas quedarían bajo dominio argentino; esto fue sellado en un acta firmada por ambos en diciembre de aquel año. En este marco se realizó una reunión entre Ernesto Bosch y Severo Fernández Alonso, el ministro plenipotenciario boliviano, en la que también participaron los peritos.
En ella, las partes discutieron todas las secciones fronterizas conflictivas, entre las que se destacaban la confluencia de los ríos Quiaca y Yanalpa, el cerro Porongal, el río Condado y las altas cumbres de Zapaleri y Esmoraca. Además del argumento de los pueblos bolivianos en territorio argentino, el perito boliviano sostenía que los nombres de los accidentes naturales no coincidían con los reales, lo que fue replicado por el perito argentino, quien argumentaba que una pequeña diferencia en las nomenclaturas no bastaba para anular un tratado. Ante esta situación y avalándose en lo establecido en el tratado de 1889, los peritos elevaron actas a sus respectivos gobiernos con los resultados de la reunión.
A partir de 1902, la Argentina y Gran Bretaña habían discutido sobre la posesión de las Islas Orcadas del Sur. En 1903, una expedición británica a cargo de William S. Bruce había llegado a las islas y establecido una estación de observación científica, que luego había sido comprada por el gobierno argentino en 1904, según un decreto presidencial firmado por Julio A. Roca; sin embargo, el gobierno británico había alegado que la transferencia sólo había sido una cesión por un año, aunque en el decreto se establecía que la renovación del personal se haría anualmente. Numerosos ministros, tanto británicos como argentinos, habían analizado la situación sin llegar a un acuerdo.

En 1913, Bosch negoció con los enviados británicos la transferencia de las Islas Orcadas del Sur.

El 7 de abril de 1913, Bosch le dijo a Reginald Tower, el representante británico en Buenos Aires, que

era perfectamente consciente de que la soberanía de las islas Orcadas del Sur no tenía valor: era meramente una cuestión sentimental respecto de la nación argentina.

El 5 de junio de aquel año, Tower le comunicó a Bosch que Gran Bretaña renunciaría a sus reclamos sobre las islas sólo si el gobierno argentino cedía un terreno en Buenos Aires para la construcción de una nueva legación y aceptaba que los intereses pesqueros siguieran siendo británicos. El gobierno argentino aceptó comenzar a negociar, pero en agosto y ante una crisis en el gabinete, Bosch respondió que tenían 

otras cosas en que pensar.

Tras la crisis se reanudaron las tratativas, con el objetivo de limar las diferencias que surgían a raíz de algunas cláusulas de la cesión. Sin embargo, la negociación se estancó temporalmente ya que ambos países invocaron derechos de dominio que abarcaban más territorio, además del de las islas. A pesar de esto, las negociaciones continuaron y Tower propuso un borrador el 3 de septiembre; Bosch respondió, haciéndole algunas modificaciones. En enero de 1914, Tower envió nuevamente correcciones, que no fueron respondidas por el gobierno argentino; ante la asunción del presidente Victorino de la Plaza, en reemplazo de Sáenz Peña, y el desplazamiento de Bosch, el gobierno cerró las negociaciones alegando que

la posibilidad de cederles un terreno era remota ante la crisis económica por la que atravesaba el país.

Ernesto Bosch concluyó su mandato el 16 de febrero de 1914, ante la delicada salud de Sáenz Peña; Victorino de la Plaza, el nuevo presidente, designó en su lugar a José Luis Murature.

## Candidato a diputado
Tras concluir su mandato como ministro de Relaciones Exteriores, Bosch fue candidato a diputado nacional por la Ciudad de Buenos Aires, formando parte de la Unión Cívica junto a Carlos Ibarguren, José Félix Uriburu, Francisco Beazley, Juan Carlos Cruz y Luis Zuberbülher; sin embargo, no alcanzó los votos necesarios para ingresar en el Congreso.

## Vicepresidente de la Sociedad Rural Argentina
Tras su fracaso como candidato a diputado nacional, Bosch se desempeñó como vicepresidente de la Sociedad Rural Argentina en los períodos 1918 - 1919 y 1921 - 1922, durante la presidencia de Joaquín S. de Anchorena.

## Ministro de Relaciones Exteriores (1930-1931)

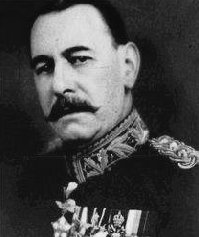
Tras el golpe de Estado del 6 de septiembre de 1930, el presidente José Félix Uriburu designó a Bosch como su ministro de Relaciones Exteriores.

Tras el el golpe de Estado del 6 de septiembre de 1930, en el que el gobierno constitucional de Hipólito Yrigoyen fue derrocado, José Félix Uriburu ocupó la presidencia, acompañado por Enrique Santamarina en la vicepresidencia; ambos juraron el 8 de ese mismo mes. Su gabinete estaba conformado por: M. Sánchez Sorondo (Interior), Ernesto Bosch (Relaciones Exteriores), E. S. Pérez (Hacienda), E. E. Padilla (Justicia), F. Medina (Guerra), A. Renard (Marina), H. Beccar Varela (Agricultura) y O. S. Pico (Obras Públicas).
A los pocos días de la revolución, comenzó a circular en la ciudad una versión que sostenía que el golpe había sido financiado por empresas petroleras estadounidenses, lideradas por la Standard Oil, con el objetivo de impedir que Yrigoyen sancionase una ley que crearía un monopolio del estado sobre el petróleo. Esta hipótesis se sustentaba en los contactos que tenían los ministros con las empresas; uno de ellos era Bosch, quien se desempeñaba como presidente del directorio de la Compañía Industrial y Comercial del Petróleo, la filial local de Anglo Persian, y como presidente de La Escandinavia, una sociedad anónima agrícolo - ganadera.
Al día siguiente de la revolución, el 7 de septiembre, Bosch pidió una entrevista con el embajador de los Estados Unidos en Argentina, Robert Wood Bliss; esta se concretó, y en ella acordaron apoyo mutuo en la nueva amistad entre ambos países.
En abril de 1931, el embajador británico en Buenos Aires, Ronald McCleay, se comunicó con Bosch, con el objetivo de estudiar la grave situación económica de la Compañía Anglo-Argentina de Tranvías; el funcionario británico reclamaba que el gobierno argentino pagase una compensación por los gastos que significaba [para la empresa] la aplicación del horario de ocho horas y el salario mínimo para el personal. La situación concluyó con la formación de una comisión, que impulsó la creación de un monopolio controlado por la empresa.
Sin embargo, Bosch no concluyó su mandato como ministro de Relaciones Exteriores, ya que renunció el 10 de octubre de 1931. En reemplazo, Uriburu designó a Adolfo Bioy.

## Presidente del BCRA

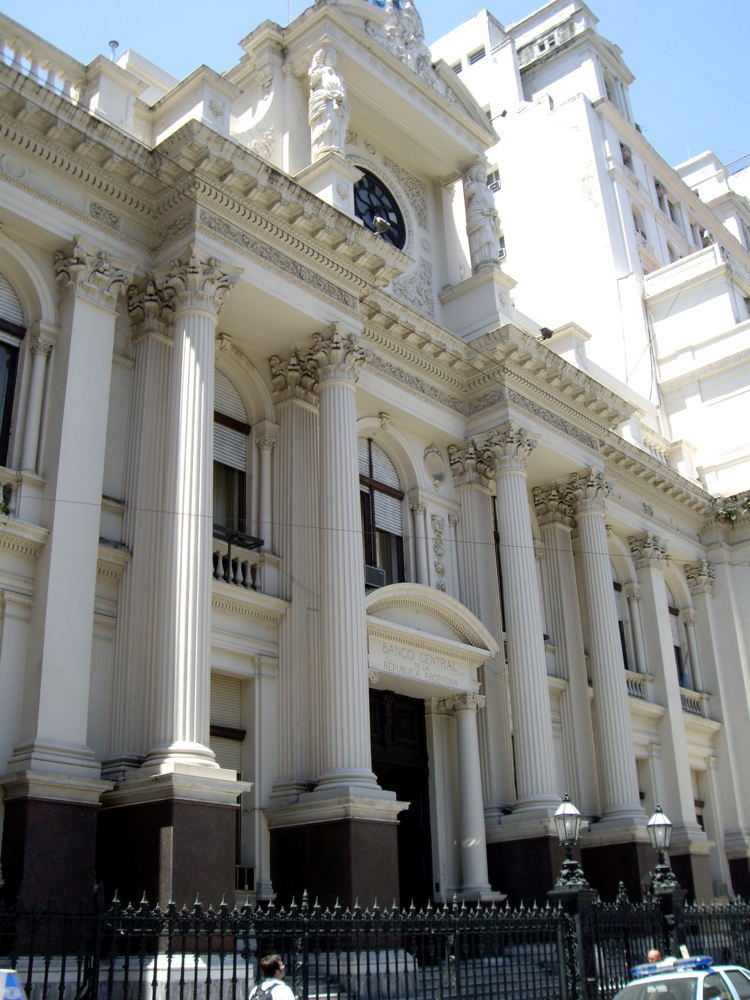
Bosch se desempeñó como presidente del Banco Central de la República Argentina entre 1935 y 1945.

En mayo de 1935 tuvo lugar en la Argentina una reforma monetaria y bancaria, que derivó en la creación del Banco Central de la República Argentina (BCRA); el 28 de aquel mes se creaba la institución, que reemplazaba a la Caja de Conversión, la cual estaba vigente desde 1899. Tres días más tarde, el 31 de mayo, Bosch inició su mandato como presidente de la entidad financiera, acompañado de Raúl Prebisch como gerente general.
En un principio, el ministro de Economía Federico Pinedo designó a Prebisch para ocupar el cargo de presidente, aunque él mismo desestimó su propia candidatura debido a su corta edad (34 años en ese momento); es por esto que Bosch fue designado presidente y Prebisch gerente. Sin embargo, el Banco Central de esa época es conocido como el Central de Prebisch; a pesar de esto, Prebisch destacó la labor de Bosch en una entrevista con el economista argentino Juan Carlos de Pablo, en la que le dijo que:

Bosch tenía 80 años, pero lúcidos, muy lúcidos. Captaba rápidamente las cosas y nunca se tomó una decisión fundamental sin que él la comprendiera. Fue una gran fuerza moral. Me dio una confianza ilimitada. Cuando le llevé la primera lista de nombramientos que había que llevar al directorio, me dijo: "no señor, yo le doy a usted plena confianza. Si usted se equivoca, lo juzgaremos"... Hasta las propuestas para nombrar personal que enviaba el presidente [Agustín Pedro] Justo se estrellaban ante esa figura que era Bosch. De manera que el BCRA llegó a tener un personal de primer orden... El presidente no era un técnico, nunca había sido banquero. Yo tampoco, porque el BCRA es una cosa distinta de la banca particular.

Bosch concluyó su mandato el 18 de septiembre de 1945.

## Presidente de la Academia Nacional de Derecho y Ciencias Sociales

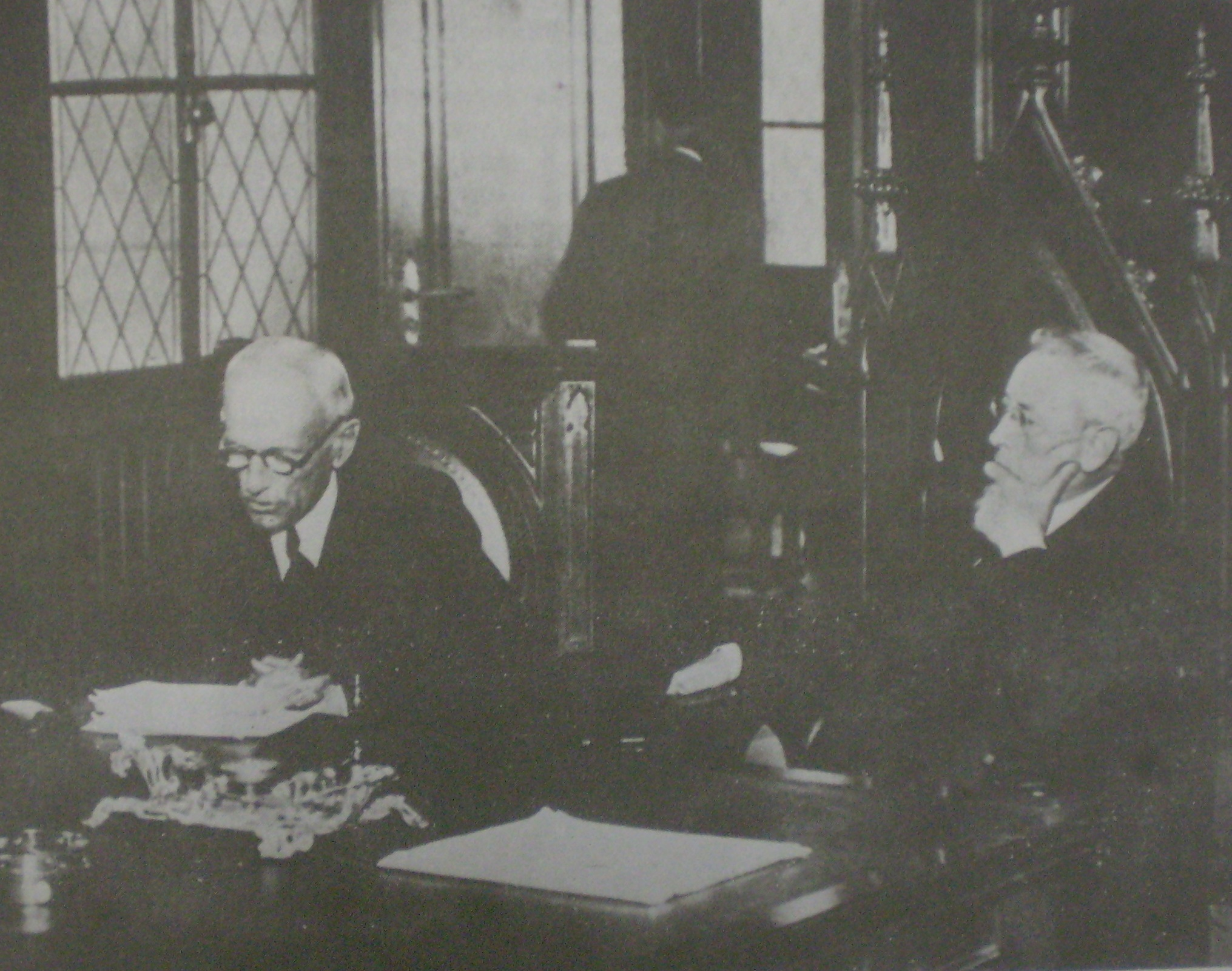
Bosch junto a su antecesor, José Nicolás Matienzo.

Paralelamente a su rol en el Banco Central, Bosch se desempeñó como presidente de la Academia Nacional de Derecho y Ciencias Sociales de Buenos Aires entre 1936 y 1937. Fue el cuarto presidente de la Academia, reemplazando a José Nicolás Matienzo y siendo sucedido por Leopoldo Melo.

## Vida familiar
Bosch contrajo matrimonio con Elisa de Alvear.
A partir de 1917 la familia habitó en su novísimo Palacio Bosch que, a causa de la Gran Depresión de 1929 debió venderlo al gobierno de Estados Unidos quien lo compró como sede de su embajada en Argentina.

## Fallecimiento
Ernesto Bosch falleció en Buenos Aires, el 22 de agosto de 1951.

## Homenajes
Una calle en la ciudad de Córdoba, y una sala del Banco Central de la República Argentina llevan su nombre en su honor.